# Dolby Theatre
Teatrul Dolby (cunoscut anterior sub numele Teatrul Kodak) este o sală de spectacole din complexul Hollywood and Highland Center aflat pe Bulevardul Hollywood din cartierul Hollywood al orașului californian Los Angeles. De la inaugurarea sa, la 9 noiembrie 2001, găzduiește anual ceremonia de decernare a premiilor Oscar. Pe lângă această ceremonie, aici se organizează concerte și spectacole de teatru.
Teatrul a fost proiectat de David Rockwell de la Rockwell Group, în special pentru ceremoniile Oscar. Scena este una dintre cele mai mari din Statele Unite - cu dimensiuni de 34 m lățime și 18 m adâncime. Capacitatea sa de locuri este de 3.332 de persoane.
Auditoriul a devenit cunoscut ca un loc pentru spectacole teatrale televizate (de exemplu, American Idol și Premiile Academiei). Echipa de arhitectură s-a consultat pe larg cu personalul de producție de top de la Hollywood, realizând o infrastructură de cabluri foarte funcțională, cu un buncăr subteran de cabluri care traversează sub teatru până la locurile în care sunt parcate carele de transmisiune de pe străzile adiacente. Puterea este, de asemenea, substanțială și accesibilă.
Foaierul teatrului este flancat de vitrine, precum și de coloane Art Deco care afișează numele primitorilor premiului Oscar pentru cel mai bun film (cu spații libere rămase pentru viitorii câștigători ai celui mai bun film, spații păstrate până la anul 2071). Într-o modă care amintește de filmele de la Hollywood, clădirea este îmbrăcată înaintea ceremoniei Premiilor Academiei în draperii roșii pentru a ascunde vitrinele, iar în față este întins celebrul covor roșu care urcă pe scara mare.
Teatrul a fost sponsorizat, până în februarie 2012, de către Eastman Kodak Company, care a plătit 75 de milioane de dolari pentru drepturile de denumire a clădirii. În 2012, Kodak a dat faliment, iar teatrul a fost numit o perioadă Hollywood and Highland Center.
La 1 mai 2012, numele sălii a devenit Dolby Theatre, după ce Laboratoarele Dolby au semnat un contract pentru 20 de ani. Dolby a actualizat sistemul de sunet, instalând Dolby Atmos. Compania a anunțat că va îmbunătăți sala cu cele mai noi tehnologii în funcție de dezvoltarea acestora.
Sala a mai găzduit concursurile Miss USA 2004 și Miss USA 2007.
Din septembrie 2011 până la începutul lui 2013, locația a găzduit spectacolul Iris, un spectacol al trupei Cirque du Soleil inspirat din istoria cinematografiei. Au fost făcute schimbări semnificative în teatru pentru a găzdui spectacolul, inclusiv adăugarea de lifturi adânc sub podeaua originală. S-a anunțat pe 29 noiembrie 2012 că Iris se va închide pe 19 ianuarie 2013, după doar două sezoane, din lipsă de profit.
Emisiunea concurs American Idol a televiziunii Fox și-a găzduit finalele sezoanelor în anii 2002, 2004-2007 și 2015-2016. Între 2016-2019 și în 2021, teatrul a găzduit spectacolele live ale emisiunii America's Got Talent de la NBC.